# 高井和伸
高井 和伸（たかい かずのぶ、 1940年12月13日 - 2025年7月30日）は日本の元政治家、弁護士。元連合参議院参議院議員（1期）。愛知県名古屋市出身、岐阜県久々野町（現高山市）育ち。

## 経歴
岐阜県立斐太高等学校卒業後、名古屋中央郵便局にて働きながら愛知大学法経学部二部を卒業。郵政大学校本科などを経て、1969年郵政省入省。1974年司法試験合格。1976年司法修習修了（29期）。高知地裁、浦和家裁各判事補を経て、1981年高井和伸弁護士事務所開設。東京弁護士会所属。
1989年第15回参議院議員通常選挙に連合の会公認で岐阜県選挙区より出馬し初当選。以後1期途中まで務める。その後、1993年第43回衆議院議員総選挙岐阜県第2区で日本新党公認で落選。1996年第41回衆議院議員総選挙で岐阜県第4区から新進党公認で立候補するも落選。選挙後引退を表明した。
2025年7月30日、急性脳幹梗塞のため東京都内の病院で死去。84歳没。